# Герб Усть-Майского улуса
Герб муниципального образования «Усть-Майский улус» Республики Саха (Якутия) Российской Федерации.
Герб утверждён решением Усть-Майского улусного (районного) Собрания депутатов № 11-8 РУ (Р)С от 25 июня 2004 года.
Герб внесён в Государственный геральдический регистр Российской Федерации под регистрационным номером № 1834.

## Описание герба
«В лазоревом поле рассечённая зеленью и червленью гора о трёх серебряных вершинах, обременённая золотым сидящим соболем с опущенным хвостом. Во главе семь серебряных дугообразно расположенных якутских алмазов (фигуры в виде поставленных на угол квадратов, каждый из которых расторгнут на шесть частей: накрест и наподобие двух сходящихся по сторонам стропил)».

## Описание символики герба
Изображение гор обозначает, что на территории улуса расположен протяжённый Джугджурский хребет, богатый полезными ископаемыми, в частности золотом. Золотой соболь символизирует богатство края пушниной. Традиционным занятием коренного населения улуса — эвенков является охотничий промысел.
Алмазы в особой стилизации, аналогичной их стилизации в Государственном гербе Республики Саха (Якутия), обозначают административно-территориальную принадлежность муниципального образования к Республике Саха (Якутия).
Авторы герба: Зарукин Олег Владимирович (п. Усть-Мая), компьютерный дизайн и доработка: Матвеев Артур Матвеевич (г. Якутск).